# Belgische federale verkiezingen 2014/Kandidatenlijst/MR
Dit zijn de kandidatenlijsten van de Mouvement Réformateur voor de Belgische federale verkiezingen van 2014. De verkozenen staan vetgedrukt.

## Brussel-Hoofdstad

### Effectieven
1. Didier Reynders
2. Françoise Schepmans
3. Philippe Pivin
4. Assita Kanko
5. Valentine Delwart
6. David Leisterh
7. Clémentine Barzin
8. Axel Criquielion
9. Lorraine De Fierlant
10. Isabelle Kempeneers
11. Henry De Harenne
12. Sabrina Baraka
13. Jonathan Biermann
14. Alexia Bertrand
15. Damien Thiéry

### Opvolgers
1. Sophie Wilmès
2. Gautier Calomne
3. Lora Nivesse
4. Monique Cassart
5. Olivier Corhay
6. Marc Bondu
7. Stéphane Tellier
8. Anne Quevrin
9. François-Xavier de Donnea

## Henegouwen

### Effectieven
1. Olivier Chastel
2. Marie-Christine Marghem
3. Denis Ducarme
4. Jean-Jacques Flahaux
5. Benoît Friart
6. Caroline Taquin
7. Marc Castel
8. Alexandra Dupont
9. Carine de Saint Martin
10. Adrien Dolimont
11. Catherine Rasmont
12. Cindy Rabaey
13. Lucien Rawart
14. Line Brulard-Butaye
15. Nathalie Laurent
16. Natacha Leroy
17. Michel Pecquereau
18. Claude Criquielion

### Opvolgers
1. Richard Miller
2. Isabelle Galant
3. Christian Leclercq
4. Anne Feron
5. Didier Soete
6. Delphine Mairy
7. Philippe Seghin
8. Marie-Hélène Knoops
9. Gérald Moortgat
10. Florine Pary-Mille

## Luik

### Effectieven
1. Daniel Bacquelaine
2. Kattrin Jadin
3. Philippe Goffin
4. Gilles Foret
5. Caroline Cassart-Mailleux
6. André Denis
7. Elisabeth Fraipont
8. Sophie Delettre
9. Arnaud Dewez
10. Melissa Trevisan
11. Manu Douette
12. Jenny D'Hose
13. Laurence Thomassen
14. Françoise de Lamine de Bex
15. Freddy Breuwer

### Opvolgers
1. Luc Gustin
2. Laura Iker
3. Maxime Bourlet
4. Aurélie Wertz
5. Luc Delvaux
6. Katty Tosi
7. Christian Gilbert
8. Jean-Claude Meurens
9. Katty Firquet

## Luxemburg

### Effectieven
1. Benoît Piedboeuf
2. Jessica Mayon
3. Xavier Kroëll
4. Maud Charboteau

### Opvolgers
1. Denis Collard
2. Sara Nizet
3. Dominique Gillard
4. Arielle Baillieux
5. Suzette Goffin-Albert
6. Gérard Mathieu

## Namen

### Effectieven
1. David Clarinval
2. Stéphanie Thoron
3. Luc Gennart
4. Jehanne Detrixhe
5. Céline Hontoir
6. Jean-Marie Cheffert

### Opvolgers
1. Sébastien Humblet
2. Janique Lejeune-Gengoux
3. Alain Goda
4. Véronique Debehogne-Hance
5. Christophe Dombled
6. Mary Van Espen

## Waals-Brabant

### Effectieven
1. Charles Michel
2. Sybille de Coster-Bauchau
3. Emmanuel Burton
4. Sophie Keymolen
5. Pierre Huart

### Opvolgers
1. Vincent Scourneau
2. Bénédicte Kaisin
3. Jean-Luc Meurice
4. Caroline Gijsemberg
5. Laurence Rotthier
6. Serge Kubla